# Erich Berneick
Paul Erich Berneick (* 20. März 1895 in Königsberg (Preußen); † nach 1933) war ein deutscher Apotheker und Politiker (Wirtschaftspartei).
Berneick besuchte die Oberrealschule in Königsberg und machte ab 1911 eine Apothekerlehre in der Kant-Apotheke. 1914 bis 1918 war er Soldat im Ersten Weltkrieg. Danach studierte er Pharmazie und erhielt 1923 die Approbation als Apotheker. Danach studierte er Staatswissenschaften und Volkswirtschaft und arbeitete als angestellter Apotheker und als Urlaubs- und Krankheitsvertreter von Apothekern. 1928 wurde er stellvertretendes, später ordentliches Mitglied der Apothekerkammer Ostpreußen. Er war Mitglied in vielen berufsständischen Verbänden. Von 1927 bis 1930 war er Mitglied des Prüfungs- und des Beschwerdeausschusses Königsberg. Er wirkte 1929 als Mietschöffe und 1930 als Beisitzer beim Mieteinigungsamt Königsberg.
Berneick war der 1. Vorsitzende der Ortsgruppe Königsberg der Reichspartei des deutschen Mittelstandes (Wirtschaftspartei). Für dieses und den Kreis Königsberg war er von 1929 bis 1933 Mitglied im Provinziallandtag der Provinz Ostpreußen. Als Nachrücker für Paul Firley war er vom Januar 1930 bis April 1933 stellvertretendes Mitglied im Preußischen Staatsrat.